# Vasyl Vynohradnyk
Vasyl Vynohradnyk (13. dubna 1892, Kulačyn/Sňatyn — 1969, Praha) byl ukrajinský důstojník, velitel kulometné roty haličské armády, účastník 1. sjezdu ukrajinských nacionalistů.

## Život
Narodil se 13. dubna 1892 ve vesnici Kulačyn, nyní součástí města Sňatyn v Ivanofrankivské oblasti.
V roce 1913 absolvoval reálku ve Sňatynsku. 
V letech 1914-1918 byl starším četařem v rakousko-uherské armádě, kde nakonec dosáhl hodnosti poručíka. Od listopadu 1918 do května 1919 byl velitelem kulometné roty UHA v bojích polsko-ukrajinské války. Od května 1919 do září 1920 byl internován v Rumunsku, od září 1920 do července 1921 byl velitelem 1. oddílu volyňské divize v armádě Ukrajinské lidové republiky.
Od července 1921 do března 1922 byl velitelem stovky v táboře Josefov, poté až do prosince 1923 velitelem ukrajinského dělnického oddělení v Lijnyku.
V roce 1924 se zapsal na lesnické oddělení Agronomické a lesnické fakulty Ukrajinské hospodářské akademie v Poděbradech, kde 27. dubna 1929 získal diplom lesního inženýra. Během studií se účastnil amatérské umělecké činnosti, byl sólovým tenoristou Akademického ukrajinského sboru v Poděbradech.
Stal se členem Legie ukrajinských nacionalistů a jako její delegát se zúčastnil 1. sjezdu Organizace ukrajinských nacionalistů.
Zemřel v roce 1969 v Praze a byl pohřben v pravoslavné části Olšanských hřbitovů.

### Rodina
Jeho manželka a syn Lubomyr, kteří zemřeli ve Francii (1922 - 2001), jsou rovněž pohřbeni v nedalekém hrobě na Olšanských hřbitovech.